# Roche Vendée Tennis de table
 (mai 2025).
Si vous disposez d'ouvrages ou d'articles de référence ou si vous connaissez des sites web de qualité traitant du thème abordé ici, merci de compléter l'article en donnant les références utiles à sa vérifiabilité et en les liant à la section « Notes et références ».
La Roche Vendée Tennis de table est un club de tennis de table français basé à La Roche-sur-Yon. 
L'équipe 1 évolue depuis plusieurs années en prérégionale, le plus haut niveau régional. Le club a pour objectif de retrouver le niveau national et favoriser le développement de la pratique du tennis de table en Loisir. 

## Histoire du club
Créé en 1972, dans le quartier de Saint André d'Ornay, le TTRV est très vite devenu le 1er club de la Roche-sur-Yon puis le 1er club vendéen, en termes de licenciés, sous l'impulsion de son président fondateur Joseph Legentilhomme. Avec plus de 100 licenciés, les équipes ont gravi les différents échelons, notamment en féminines dont l'équipe fanion a évolué plus de vingt cinq ans au niveau national. Le TTRV a longtemps été ainsi le 1er club féminin de la région Pays de la Loire et un des meilleurs clubs de France. Quelques-unes des meilleures joueuses françaises ont évolué en ses rangs comme Anne Boileau, sextuple championne de France et 1/8ème de finaliste aux jeux olympiques d'été 2000 de Sydney. À la suite de difficultés de gestion, le club a perdu son équipe fanion féminine évoluant en Championnat de France Pro B de tennis de table lors de la saison 2007/2008. 
Affilié à la Fédération Française de Tennis de Table et à la Fédération Française de Sport Adapté, le club a organisé de nombreuses compétitions internationales et nationales (internationaux de France Jeunes, Championnats de France seniors et jeunes, France-Chine, France-Suède, etc. et plus récemment les Championnats de France Sport Adapté).
Aujourd'hui, le club de la Roche compte plus de 180 licenciés venant d'horizons divers et variés : jeunes, anciens, hommes, femmes, valides, handicapés pratiquant le tennis de table en compétition ou bien seulement en loisirs.

## Sport
Le club propose du tennis et des sports de raquettes en compétition, handisport, loisir, sport adapté et sport santé.

## Palmarès
- Championnat de France Superdivision de tennis de table 2001-2002 8e
- Vainqueur du Championnat de France Nationale 1 de tennis de table 2002-2003. Réaccession en Pro B
- 6e du Championnat de France Pro B de tennis de table Saison 2003/2004
- 3e du Championnat de France Pro B de tennis de table Saison 2005/2006

## Anciennes joueuses
- Anne Boileau (no 13 française, longtemps no 1, plus grand palmarès français)
- Claire Clavier (no 23)
- Rozenn Yquel (actuellement entraîneuse de l'équipe de France féminine)
- Anne-Claire Palut Championne de France 2004.
- Nathalie Cahoreau (no 21)